# 5832 Martaprincipe
Az 5832 Martaprincipe (ideiglenes jelöléssel 1991 LE1) a Naprendszer kisbolygóövében található aszteroida. Eleanor F. Helin fedezte fel 1991. június 15-én.